# NGC 4274
NGC 4274 أو إن جي سي 4274 هي مجرة حلزونية ضلعية ضمن كوكبة الهلبة. تم اكتشافها عام 1785 من قبل ويليام هيرشل. وتبعد 45 مليون سنة ضوئية عن الأرض.